# Berlin Baumschulenweg
Berlin Baumschulenweg – stacja kolejowa w Berlinie, w Niemczech. Stacja posiada 2 perony.